# Domgymnasium Kolberg

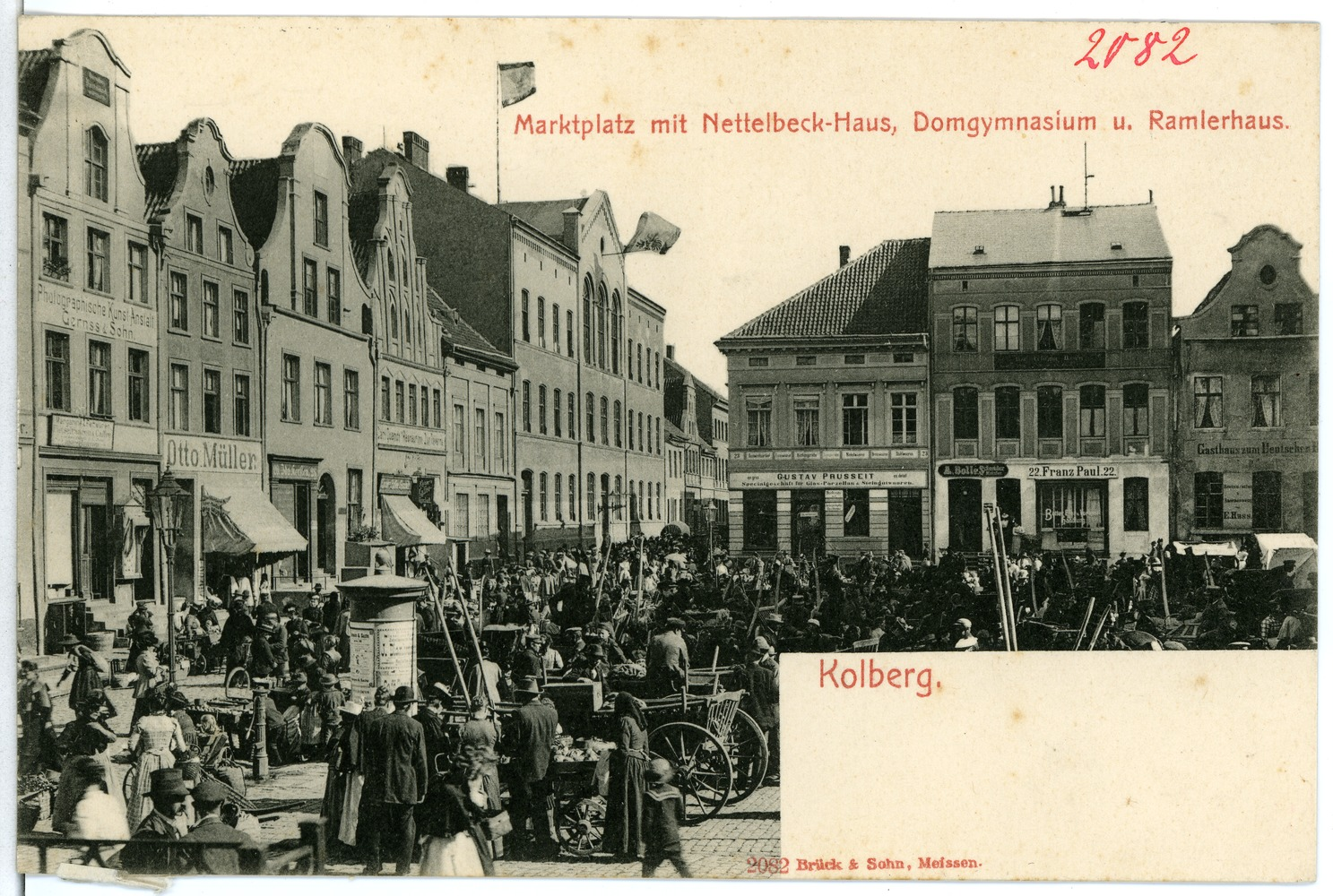
Domgymnasium am Markt

Das Domgymnasium zu Kolberg war eine öffentliche höhere Lehranstalt in Kolberg in Hinterpommern, die dort bis zum Ende des Zweiten Weltkriegs existierte. An das Gymnasium war eine Realschule angegliedert.

## Geschichte
Das Gymnasium war aus einer bereits um 1235 gegründeten, später auch als Ratslyzeum oder als Große Ratsschule bezeichneten Lateinschule hervorgegangen, die um die Mitte des 19. Jahrhunderts in Domgymnasium umbenannt wurde. Das Regelwerk der Schule war seit der Reformation an der Schulordnung des Gymnasiums zu Wittenberg ausgerichtet worden.
Kolberg gehörte bereits im 15. und 16. Jahrhundert zu den Städten, aus denen nach Stettin die meisten Studenten der Universität Greifswald kamen.

## Lehrer
- Johannes Titelius († 1626), Kantor bis 1600, trat als Dramatiker hervor
- Gregor Lagus (1586–1652), Theologe, Rektor von 1625 bis 1631
- Valerius Jasche (1624–1684), Theologe, Konrektor ab 1655, Rektor ab 1663
- David Hollaz, Theologe, Rektor ab 1684
- Heinrich Christoph Gottlieb Stier, Historiker, Direktor ab 1862
- Nestor Girschner (1821–1885), Naturwissenschaftler und Lokalhistoriker, ab 1859 Prorektor
- Hermann Ziemer (1845–1908), Philologe, Gymnasialprofessor ab 1893
- Hermann Klaje, Historiker, Lehrer am Domgymnasium von 1898 bis 1932

## Schüler
- Matthias Benoni Hering (1693–1750), Jurist und Hochschullehrer
- Richard Kandt (1867–1918), Arzt und Afrikaforscher
- Magnus Hirschfeld (1868–1935), Arzt und Sexualwissenschaftler[4]
- Felix Wilhelm Behrend (1880–1957), Schulleiter und Bildungspolitiker
- Karl Schimmelpfennig (1882–1937), Landwirt und Politiker
- Ulrich Burmann (1887–1970), Jurist und Politiker (SPD)
- Ulrich Balfanz (1887–1954), Jurist und Bürgermeister von Wilhelmshaven
- Hanns Freydank (1892–1971), Montanhistoriker, Numismatiker und Genealoge
- Gerhard Wesenberg (1908–1957), Rechtshistoriker und Hochschullehrer
- Ernst Bader (1914–1999), Schauspieler, Liedtexter und Komponist
- Siegfried Rossmann (1917–1975), Richter in Mecklenburg, Schweriner Oberkirchenratspräsident
- Karl Hempel (1923–2018), Chirurg und Standespolitiker
- Horst Hamelmann (1924–2021), Chirurg